# Nolina interrata
Nolina interrata är en sparrisväxtart som beskrevs av Howard Scott Gentry. Nolina interrata ingår i släktet Nolina och familjen sparrisväxter. Inga underarter finns listade i Catalogue of Life.

## Bildgalleri

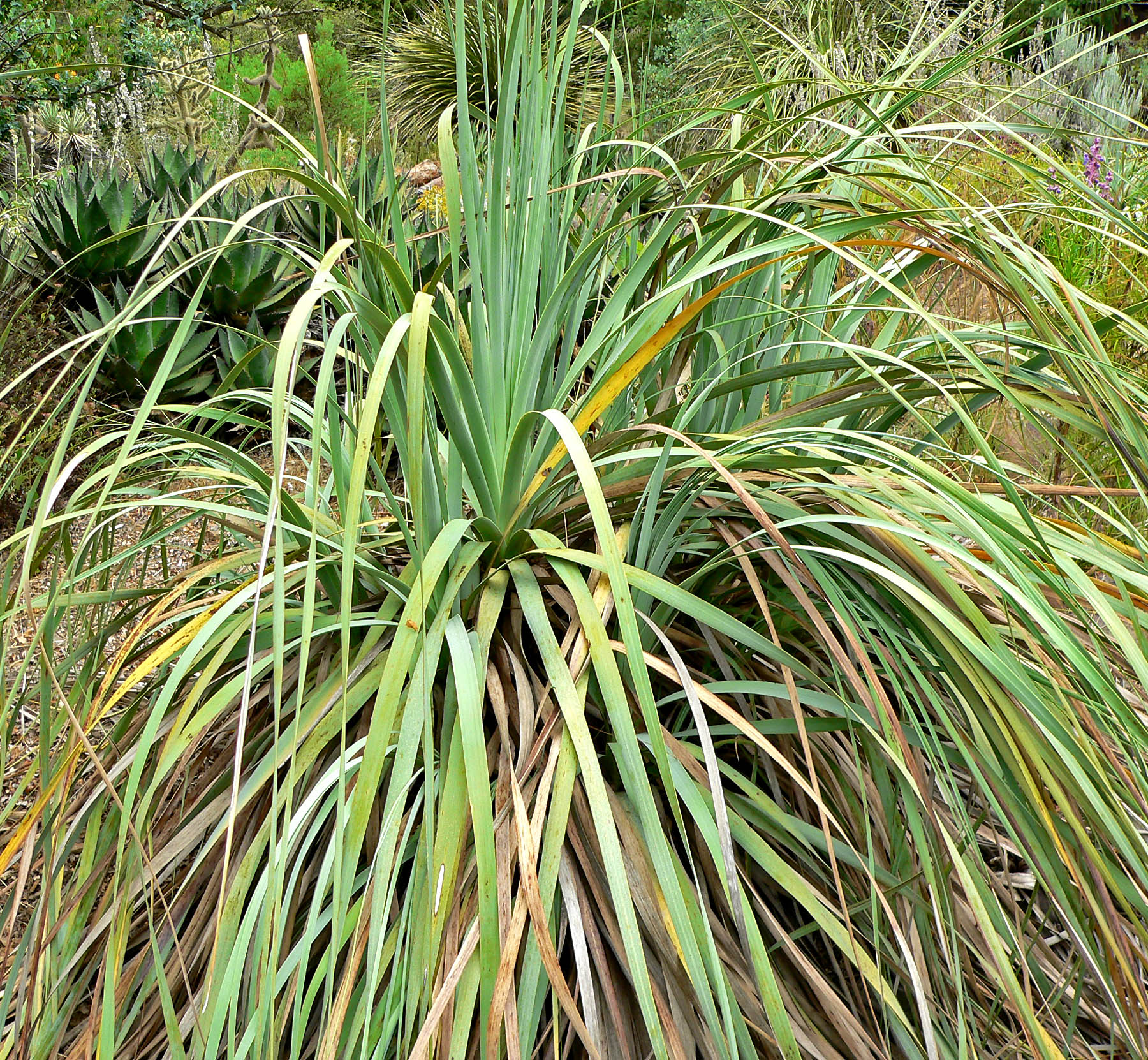
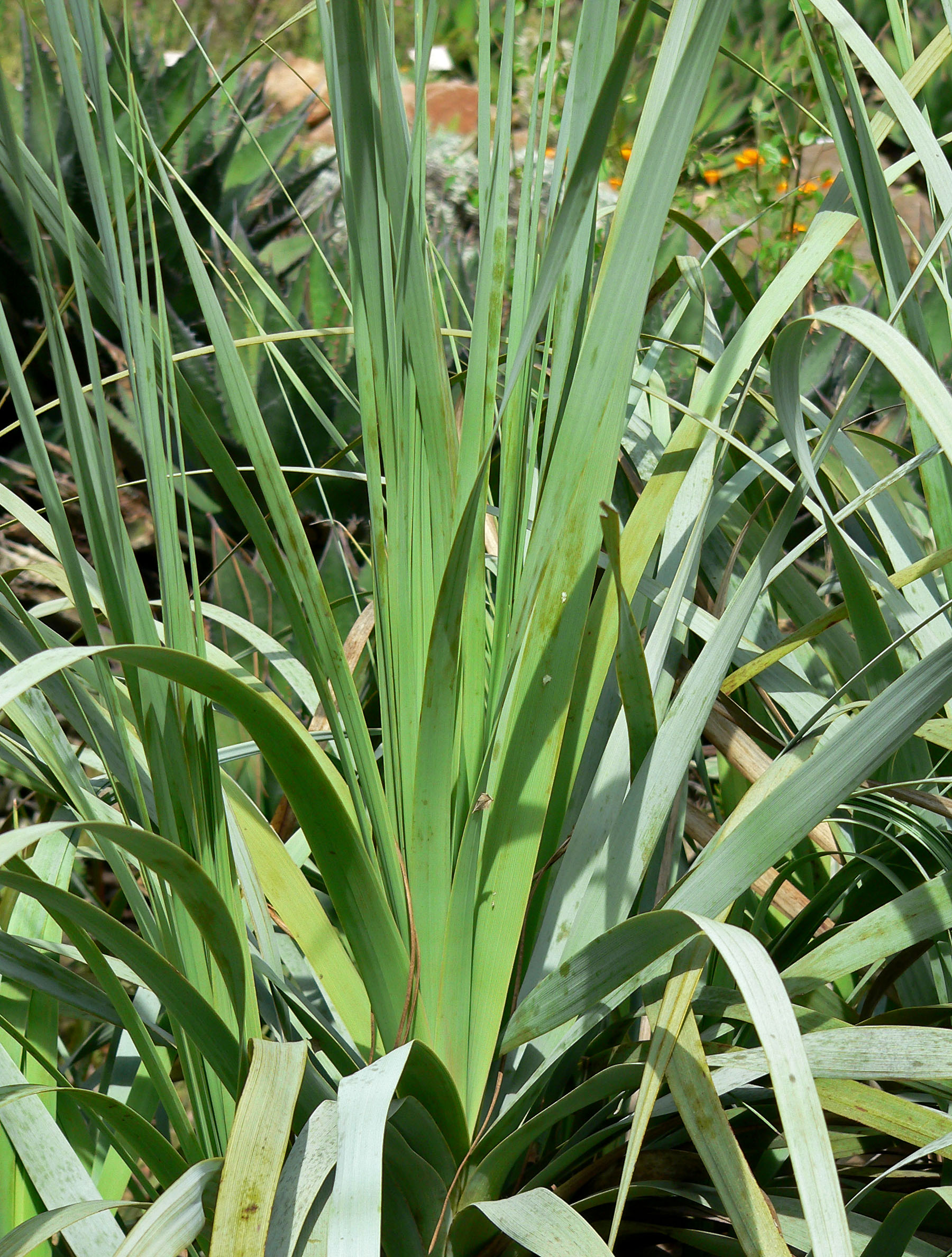
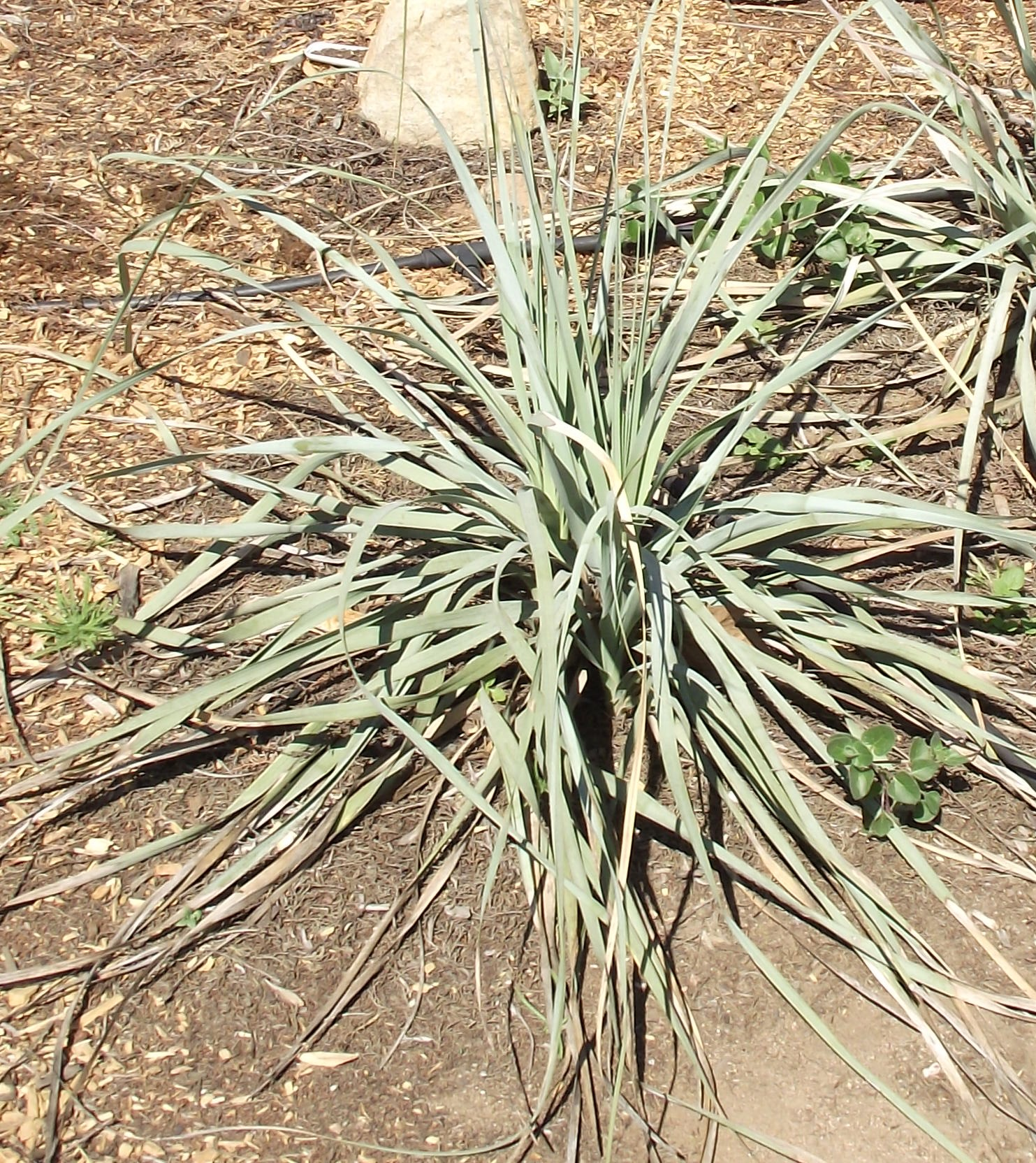
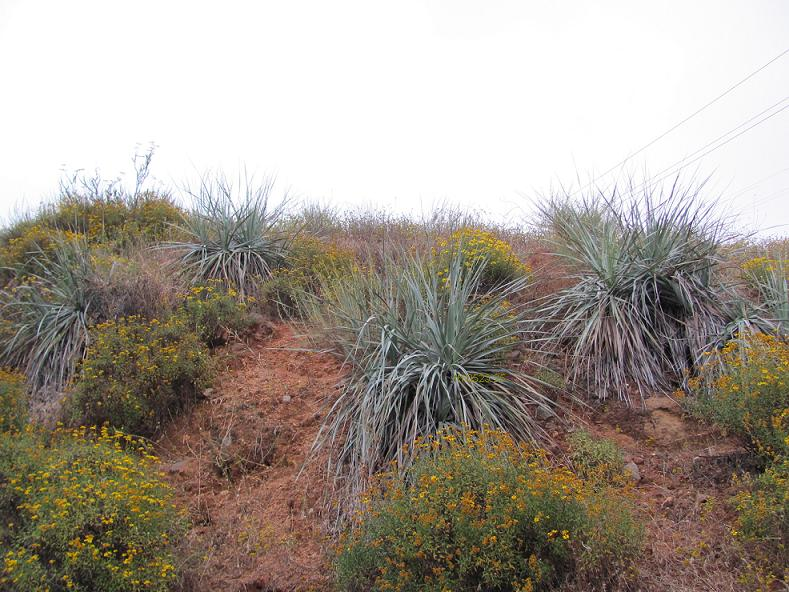
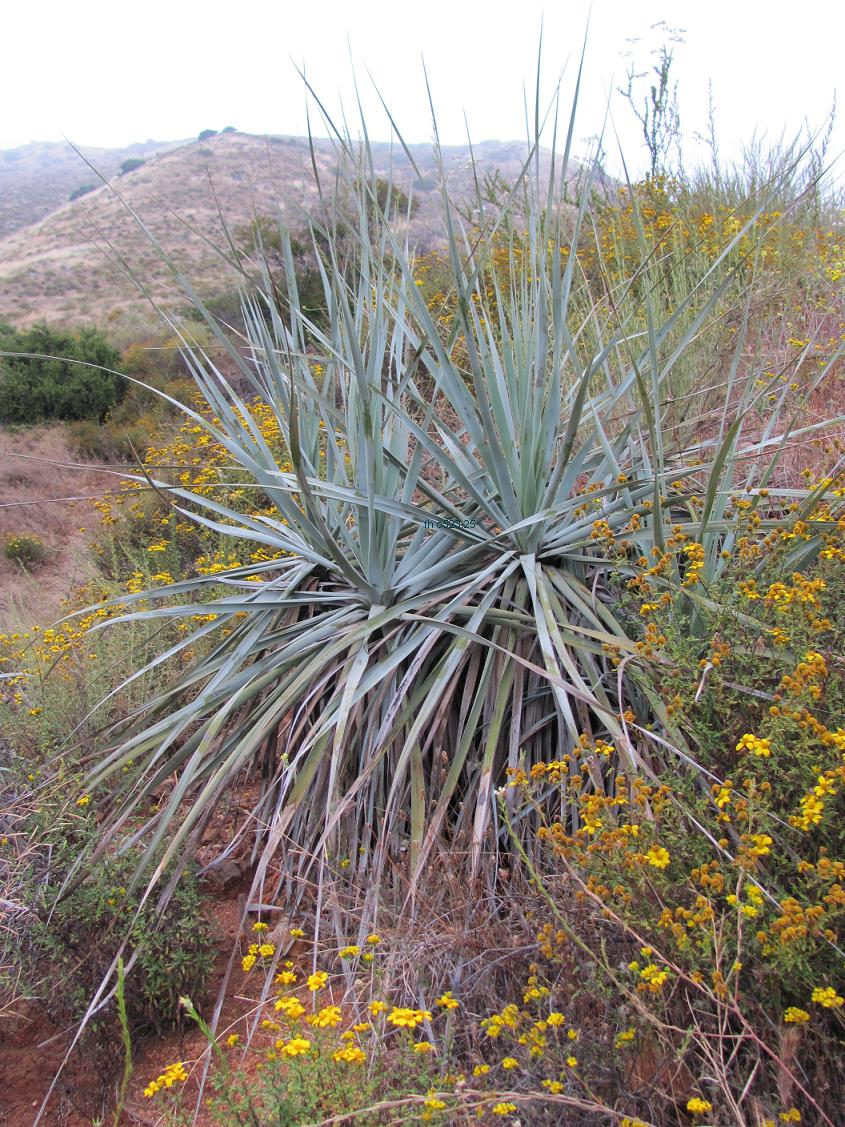